# 丸山有子
丸山 有子（まるやま ゆうこ、9月2日 - ）は、劇団わらび座所属の女優。青森県出身。

## 来歴
2022年9月7日にわらび座代表理事の今村晋介（しんすけ）と秋田市市長の穂積志（もとむ）がフレンドリータウン調印し、丸山が秋田市のPRサポーターに就任した。

## 出演作品
- 1995 ミュージカル「男鹿の於仁丸」（おゆう）
- 2001 ミュージカル「アテルイ」（タキナ・佳奈）
- 2003 一人芝居「十三の砂山」（佐藤 雛）
- 2004 ミュージカル「銀河鉄道の夜」（カムパネルラ）
- 2005 ミュージカル「百婆」（朴 貞玉）
- 現在、「銀河鉄道の夜」に出演中。

## 受賞歴など
- 2002 わらび座米国公演に関して、L.A.タイムスの劇評は彼女の舞踊の優雅さを賞賛。
- 2004.2 第6回東京芸術劇場ミュージカル月間にて、「アテルイ」タキナ役で小田島雄志賞受賞
- 2005.2 専門誌「月刊ミュージカル」にて、2004年ミュージカル・ベストテン女優部門28位
- 2007.2 専門誌「月刊ミュージカル」にて、2006年ミュージカル・ベストテン女優部門18位